# Тернер (Монтана)
Тернер (англ. Turner) — переписна місцевість (CDP) в США, в окрузі Блейн штату Монтана. Населення — 90 осіб (2020).

## Географія
Тернер розташований за координатами 48°50′49″ пн. ш. 108°24′2″ зх. д. / 48.84694° пн. ш. 108.40056° зх. д. (48.846932, -108.400522).  За даними Бюро перепису населення США в 2010 році переписна місцевість мала площу 1,15 км², уся площа — суходіл.

## Демографія
Згідно з переписом 2010 року, у переписній місцевості мешкала 61 особа в 28 домогосподарствах у складі 18 родин. Густота населення становила 53 особи/км².  Було 47 помешкань (41/км²).
Расовий склад населення:
| - 91,8 % — білих |

До двох чи більше рас належало 8,2 %. Частка іспаномовних становила 0,0 % від усіх жителів.
За віковим діапазоном населення розподілялося таким чином: 26,2 % — особи молодші 18 років, 52,5 % — особи у віці 18—64 років, 21,3 % — особи у віці 65 років та старші. Медіана віку мешканця становила 48,3 року. На 100 осіб жіночої статі у переписній місцевості припадало 125,9 чоловіків;  на 100 жінок у віці від 18 років та старших — 125,0 чоловіків також старших 18 років.
За межею бідності перебувало 9,4 % осіб, у тому числі 21,1 % дітей у віці до 18 років та 12,5 % осіб у віці 65 років та старших.
Цивільне працевлаштоване населення становило 55 осіб. Основні галузі зайнятості: сільське господарство, лісництво, риболовля — 52,7 %, освіта, охорона здоров'я та соціальна допомога — 23,6 %, транспорт — 9,1 %, роздрібна торгівля — 3,6 %.